# Polytrichastrum
Polytrichastrum là một chi rêu trong họ Polytrichaceae.